# تیم ملی والیبال مردان شیلی
تیم ملی والیبال مردان شیلی تیم ملی والیبال مردان کشور شیلی است.